# David Jurásek
David Jurásek (* 7. srpna 2000 Dolní Němčí) je český profesionální fotbalista, který hraje na pozici levého obránce či záložníka za turecký klub Beşiktaş JK, kde je na hostování z Benficy Lisabon, a za český národní tým.
Svůj profesionální debut odehrál, když 1. července 2020 nastoupil do závěru utkání za Zbrojovku Brno s Duklou Praha.

## Klubová kariéra

### Zbrojovka Brno
Svou profesionální kariéru započal za FC Zbrojovku Brno, kde debutoval 1. června 2020 proti pražské Dukle, kde střídal Ondřeje Vaňka. Dohromady zde odehrál 6 zápasů.

### Prostějov
Ve stejný rok přestoupil do druholigového Prostějova, kde si připsal 25 startů, ve kterých dal tři góly z pozice levého záložníka, kde taky získal 3 žluté karty. Odehrál zde jednu sezónu, kde si ho pak vyhlídla FK Mladá Boleslav.

### Mladá Boleslav
V roce 2021 přestoupil do Mladé Boleslavi. S klubem podepsal čtyřletou smlouvu. Jurásek se dokázal přes svůj velmi mladý věk prosadit do základní sestavy Mladé Boleslavi a na podzim patřil k nejlepším levým obráncům v lize.
Za áčko pod vedením trenéra Karla Jarolíma odehrál 15 zápasů, kde si také přispal 1 gól, 1 asistenci a nasbíral 3 žluté karty. Po půlroce v Mladé Boleslavi si jej vyhlédla pražská Slavia.

### Slavia Praha
Dne 10. února 2022 Jurásek podepsal smlouvu s SK Slavia Praha, kam přestoupil se svým spoluhráčem z Boleslavi Danielem Filou. Mistrovský tým podepsal s oběma talentovanými hráči čtyřletý kontrakt. Jurásek se svého debutu v dresu Slavie dočkal 13. února, když nastoupil do zápasu proti Slovácku. V jarní části sezóny 2021/22 odehrál Jurásek dohromady 11 utkání ve slavistickém dresu a připsal si 1 branku a 2 asistence.
Jurásek 7. srpna dvěma góly pomohl fotbalistům Slavie k výhře 4:1 nad Zlínem ve druhém kole FORTUNA:LIGY, čímž oslavil 22. narozeniny. Se Slavií ovládl český fotbalový pohár. Jurásek v sezóně 2022/23 odehrál za Slavii 44 zápasů a dal dvě branky. V březnu 2023 si na své konto připsal i první dva starty za českou reprezentaci, a tak byl v létě spojován s přestupem do zahraničí. O jeho služby měl zájem německý Wolfsburg, RB Lipsko, francouzské Nice či portugalská Benfica Lisabon.
Jurásek byl vyhlášen jako objev sezóny 2022/23 Fortuna:Ligy.

### Benfica Lisabon
Dne 10. července 2023 Jurásek podepsal smlouvu na 5 let s portugalským klubem Benfica Lisabon. Dne 9. srpna 2023 Jurásek v dresu Benficy debutoval během portugalského superpoháru proti Portu; Benfica utkání vyhrála 2:0 a Jurásek tak získal svou první portugalskou trofej. Svou ligovou premiéru v Portugalsku si Jurásek odbyl 15. srpna v utkání proti Portu. V úvodu sezóny 2023/24 se zranil a po návratu na trávníky se nedokázal prosadit zpátky do základní sestavy. V podzimní části zasáhl do 12 soutěžních zápasů, z toho jen do šesti v portugalské lize. V prosinci 2023 se o Juráska zajímaly francouzské kluby Lens a Marseille či Glasgow Rangers.

#### Hoffenheim (hostování)
Jurásek v lednu 2024 zamířil z Benficy na půlroční hostování s opcí do německého Hoffenheimu.

## Reprezentační kariéra
Dne 4. dubna 2017 Jurásek debutoval za českou reprezentaci do 17 let, kde vyhráli 4:1 proti Belgii.
O čtyři roky později si Jurásek vysloužil svou druhou mládežnickou reprezentaci za Českou republiku, když reprezentoval Česko do 21 let při výhře 3:0 proti Kosovu a odehrál taky zápasy proti Anglii a Slovinsku.
Jurásek byl v březnu 2023 poprvé povolán do české reprezentace, a to na zápasy kvalifikace na Mistrovství Evropy 2024 proti Polsku a Moldavsku. Svého debutu se dočkal 24. března, kdy odehrál celé utkání proti Polsku a asistencí na gól Tomáše Čvančary pomohl k výhře 3:1.